# Ефект Вертера

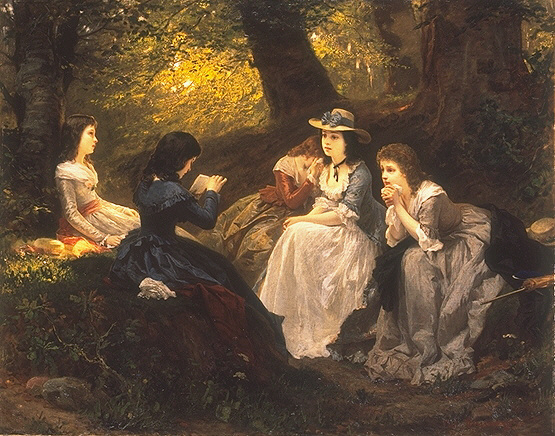
Вільгельм Амберг, Читання Вертера Гете

Наслідуване самогубство (ефект Вертера) — повтор іншого самогубства, про яке особа, яка намагається вчинити самогубство, знає або з місцевих відомостей, або з телебачення та інших засобів масової інформації. Розголошене самогубство служить тригером для наступного самогубства, яке може вчинити вразлива, схильна до навіювання особа за відсутності захисних факторів. Це називається зараженням самогубствами.
Назва «ефект Вертера» походить від назви роману Гете «Страждання молодого Вертера», після виходу якого, як вважається, стався сплеск самогубств, подібних до того, що вчинив головний герой роману. Проте немає достатніх підверджень, що такий сплеск насправді відбувся.
Час від часу самогубства поширюються через шкільну систему, через суспільство або після хвилі самогубств знаменитостей. Це називається кластером самогубців. Точкові кластери — це кластери самогубств як у часі, так і в просторі, які пов’язані з прямим отриманням інформації від людей, що перебувають поблизу. Масові кластери — це кластери самогубств у часі, але не в просторі, які пов’язані з трансляцією інформації про самогубства через засоби масової інформації.

## Історія
Одна з найперших відомих асоціацій між засобами масової інформації та самогубством виникла після виходу романі Ґете Die Leiden des jungen Werthers («Страждання молодого Вертера»). У романі Вертер застрелився з пістолета після того, як йому відмовила жінка, яку він кохав, і незабаром після виходу роману з’явилися повідомлення про молодих людей, які використовували той самий метод самогубства від відчаю та безнадії.
Це призвело до заборони книжки в деяких місцевостях. Тому в технічній літературі для позначення наслідуваних самогубств використовується термін «ефект Вертера». Термін був введений дослідником Девідом Філліпсом у 1974 році.
Доповіді Філліпса та його колег у 1985 та 1989 роках показали, що є звʼязок між зростання кількісті самогубств та інших нещасних випадків після широко розголошеного самогубства.

## Демографічні фактори
Люди юного або похилого віку, але не середнього віку видаються найбільш піддатливими цьому ефектові. Принаймні п'ять відсотків самогубців серед молоді можуть бути спричинені «зараженням».
Через ефект диференціальної ідентифікації люди, які намагаються скопіювати суїцидальний вчинок, як правило, мають той самий вік і стать, що й особа, яку вони копіють.
Згідно з дослідженням чотирьох південнокорейських дослідників, рівень самогубств значно зріс після самогубств знаменитостей між 2005 і 2008 роками. Крім того, значні зростання були виявлені в підгрупах, які збігалися з кожною знаменитістю, особливо в групі, коли всі змінні (стать, вік і спосіб самогубства) були такими самими.

## Фактор часу
Наслідувані самогубства, як правило, відбуваються через кілька днів, а іноді й тижнів після оголошення про перше самогубство. У окремих випадках, як-от широко обговорюване самогубство знаменитості, думки про самогубство можуть зберігатися до одного року.

## Вплив публічних повідомлень про самогубство
У наслідуваних самогубствах здебільшого звинувачують ЗМІ. Дослідження, проведене в 2002 році, виявило докази того, що «існує вплив засобів масової інформації на суїцидальну поведінку через газетні і телевізійні репортажі про реальні самогубства, через зображеннях самогубств у фільмах і серіалах, а також через літературу, особливо посібники із самогубств». «Новини про самогубство, здається, змушують вразливих і схильних до суїциду люди відчувати, що вони мають дозвіл на це», — сказав Філліпс. Він процитував дослідження, які стверджують, що люди більш схильні до небезпечної девіантної поведінки, такої як вживання наркотиків, якщо хтось інший подав приклад першим.
Ефект Вертера не тільки передбачає збільшення самогубств, але й те, що більшість самогубств відбуватиметься таким же або подібним чином, як перше самогубство, про яке було повідомлено. Чим більше схожа особа, яка вчинила оприлюднене самогубство, на людей, які отримали інформацію про це, тим більша ймовірність, що ця вікова або демографічна група може скоїти самогубство. Збільшення самогубств зазвичай відбувається лише в регіонах, де історія про самогубство набула широкого розголосу. Дізнавшись про чиєсь самогубство, деякі люди вирішують, що для них суїцид теж має сенс, особливо якщо оприлюднене самогубство скоїла люда, яка перебуває в ситуації, подібній до їхньої.
Публікація способів самогубств, романтизовані та сенсаційні репортажі, зокрема про знаменитостей, припущення про епідемію самогубств, глорифікація (прославлення) померлих і спрощення причин суїцидів — усе це призводить до зростання рівня самогубств. Люди можуть розглядати самогубство як гламурне завершення, коли померлий отримає увагу, співчуття та турботу, яких вони ніколи не отримували за життя. Другим можливим фактором є те, що вразлива молодь може відчути: «Якщо навіть вони не змогли впоратися, я теж не можу». Зазвичай кількість самогубств зростає протягом десяти днів після телевізійного репортажу. Дослідження, проведені в Японії і Німеччині підтвердили виникнення ефекту наслідування. Австрійське дослідження показало сильну кореляцію між кількістю газет, розповсюджених у певних місцевостях, і кількістю наступних самогубств у цих місцевостях після відповідного повідомлення в ЗМІ. Вищі показники наслідуваних самогубств були виявлені серед тих, хто схожі за расою, віком і статтю на померлих у оригінальному повідомленні. Однак дослідження, проведене в Південній Кореї, виявило, що профілактичні заходи, які обмежують інформацію про самогубства в новинах, не мають особливого ефекту, що, можливо, свідчить про те, що існують інші фактори впливу на рівень самогубств.
Дослідник Стек проаналізував результати 42 досліджень і виявив, що в дослідженнях, які вимірювали рівень наслідуваних самогубств після самогубства знаменитості, результат був у 14,3 рази більший, ніж у дослідженнях, які не зосереджувалися на знаменитостях. Дослідження, які вивчали реальні, а не вигадані історії, мали в 4,03 рази більше шансів виявити ефект наслідування. А дослідження, які вивчали телевізійні історії, мали на 82% менше шансів знайти ефект наслідування, ніж дослідження, які вивчали газетні повідомлення. 

## Модель соціального доказу
Альтернативна модель пояснення наслідуваних самогубств, названа Робертом Чалдіні «соціальним доказом» виходить за рамки теорій про глорифікацію та спрощення причин самогубств, намагаючись зрозуміти, чому наслідувані самогубства настільки схожі на перше оприлюднене самогубство демографічно та за використаними методами. У моделі соціального доказу люди наслідують тих, хто виглядає схожим, незважаючи на суспільне несхвалення або навіть завдяки йому. Ця модель важлива, оскільки вона говорить про майже протилежні наслідки впливу ЗМІ на ефект наслідуваних самогубств, ніж стандартна модель. Щоб вирішити цю проблему, Алекс Месуді з Лондонського університету королеви Марії розробив комп’ютерну модель групи з 1000 осіб, щоб дослідити, як відбуваються наслідувані самогубства. Модель було розділено на 100 груп по 10 осіб, щоби представити різні рівні соціальної організації, таких як школи чи лікарні в межах міста чи штату. Потім Месуді запустив симуляцію на 100 поколінь. Він виявив, що симульовані люди діяли так, як передбачала теорія соціологів: вони з більшою ймовірністю коїли самогубства в кластерах — або коли наслідували своїх друзів, або тому, що люди з суїцидальними схильностями частіше схожі одне на одного.

## Етичні кодекси журналістики
У різних країнах існують національні журналістські кодекси. Наприклад, у Норвегії вони варіюються від суворих «Самогубство та спроба самогубства взагалі ніколи не повинні згадуватися» до більш поміркованих: «Забороняється публікація чи трансляція інформації про самогубства у спосіб, коли це виходить за рамки простого інформування і робиться з метою емоційного впливу на глядачів чи читачів». Психолог Лондонського університету Алекс Месуді рекомендує репортерам дотримуватися вказівок Всесвітньої організації охорони здоров’я та інших організацій щодо висвітлення будь-яких самогубств: виявляйте максимальну стриманість у висвітленні цих смертей — не пишіть слово «самогубство» у заголовках, не романтизуйте смерть і обмежте кількість історій. «Фотографії, малюнки, візуальні зображення або відео, що зображують такі випадки, не повинні оприлюднюватися» (Туреччина). У той час як у багатьох країнах немає подібних етичних кодексів на національному рівні, ЗМІ часто мають внутрішні директиви. У Сполучених Штатах немає галузевих стандартів. Опитування щодо внутрішніх директив 16 щоденних газет США показало, що лише три згадують слово самогубство, і жодна не надає вказівок щодо публікації способу самогубства. Крейг Бренсон, онлайн-директор Американського товариства редакторів новин (ASNE), сказав: «Галузеві кодекси є дуже загальними та абсолютно добровільними. Більшість етичних рішень залишаються на індивідуальний розсуд редакторів і газет. Індустрія боролася б із будь-якими спробами створити більш конкретні правила чи стандарти, і редактори, без сумніву, ігнорували б їх». Вказівки щодо висвітлення самогубств у Ірландії були введені з метою усунення будь-яких позитивних конотацій, які можуть зʼявитися (наприклад, не рекомендується використання слова «успішний» для опису спроби самогубства, яка призвела до смерті). Громадський мовник Канади, Canadian Broadcasting Corporation, дотримується стандартів, які «уникають детального опису або ілюстрації способу» самогубства.

### Навчання для журналістів
Австралія є однією з небагатьох країн, де докладають зусиль для навчання студентів журналістики цієї теми. Благодійна організація медіа-етики MediaWise, що базується у Великій Британії, проводить тренінги для журналістів щодо висвітлення самогубств та пов’язаних із ними проблем.
В Ірландії діє програма Headline — програма моніторингу ЗМІ щодо самогубств і проблем психічного здоров’я, створена національною організацією підтримки ментального здоровʼя Shine і Національним офісом із запобігання самогубствам. Headline співпрацює з працівниками медіа та студентами над забезпеченням відповідального висвітлення в ЗМІ самогубств, психічного здоров’я та психічних захворювань, а також надає інформацію про психічне здоров’я та суїцидальну поведінку, літературу та щоденний аналіз новин.
Дослідження свідчать про те, що ризик самогубства значно знизився, коли наприкінці 20 століття ЗМІ почали дотримуватися рекомендацій щодо висвітлення самогубств.

## Превентивні заходи
Ефект Папагено — це ефект, який засоби масової інформації можуть мати, презентуючи несамогубні альтернативи кризам. Він названий на честь закоханого персонажа Папагено з опери XVIII століття «Чарівна флейта»; він розглядав самогубство, поки інші персонажі не показали йому інакший спосіб вирішення своїх проблем.
Якщо книжка чи новини можуть спричинити самоушкодження, то слід припустити, що можуть і навпаки — запобігти. Існує більше досліджень шкоди, завданої «безвідповідальними повідомленнями ЗМІ», ніж можливого захисного впливу позитивних історій, але коли газети припиняють оприлюднювати випадки самогубств або змінюють спосіб надання інформації про події самогубств, ризик наслідуваних самогубств знижується.

## Критика досліджень
Інші вчені не так упевнені в тому, чи наслідувані самогубства насправді відбуваються, чи на них просто звертають більше уваги. Наприклад, побоювання щодо хвилі самогубств після самогубства Курта Кобейна не справдилися. Висвітлення самогубства Кобейна в районі Сіетла зосереджувалося в основному на лікуванні психічних проблем, запобіганні самогубствам і стражданнях, які смерть Кобейна завдала його родині. Можливо, саме в результаті цього рівень місцевих самогубств навіть знизився в наступні місяці.
Дослідник Джерард Салліван критикував дослідження наслідуваних самогубств, припускаючи, що аналіз даних був вибірковим і вводив в оману, а докази наслідуваних самогубств набагато менш послідовні, ніж заявляють деякі дослідники. Крім того, огляд досліджень, проведений дослідником Ченгом та його колегами, показує, що більшості досліджень про зв’язок медіа-висвітлення з суїцидальністю бракує теоретичного обґрунтування, що дуже ускладнює інтерпретацію дослідження. Дослідження показують високу частоту психічних розладів у випадках самогубства на момент їх смерті із загальним показником від 87,3% до 98% , причому розлади настрою та зловживання психоактивними речовинами є двома найпоширенішими.
Довести причинно-наслідковий зв’язок між ЗМІ та самогубством непросто. Професорка Соня Лівінгстон підкреслила, що твердження про причинність медіа-ефекту не можна вважати остаточним через різні методологічні підходи та дисциплінарну перспективу. Навіть якщо визнати, що засоби масової інформації можуть впливати на суїцидальні думки, це не є достатньою умовою для спонукання людей до самогубства; вплив медіа на суїцидальну поведінку точно менш важливий, ніж індивідуальні психологічні та соціальні фактори ризику.

## Дивіться також
- Синій кит
- Поведінка натовпу
- Мем

## Подальше читання
- The Copycat Effect (ISBN 0-7434-8223-9)
- Suicide Clusters (ISBN 0-571-12991-9)
- Stack S (2003). Media coverage as a risk factor in suicide. Journal of Epidemiology and Community Health. 57 (4): 238—40. doi:10.1136/jech.57.4.238. PMC 1732435. PMID 12646535.

## Зовнішні посилання
- International Association for Suicide Prevention (IASP) – Special Interest Group – Clusters and Contagion in Suicidal Behaviour [Архівовано 2020-01-16 у Wayback Machine.] (Aim of the IASP Special Interest Group (SIG) on Clusters and Contagion in Suicidal Behaviour is to bring together interested people in research, prevention and policy, who can share information and expertise in clusters and contagion effects in suicidal behaviour worldwide).
- Copycat Effect (Article that discusses how the sensational coverage of violent events tends to provoke similar events and the journalistic ethics involved).
- Suicide Contagion and the Reporting of Suicide: Recommendations from a National Workshop – Morbidity and Mortality Weekly Report – Centers for Disease Control and Prevention
- Reporting on Suicide: Recommendations for the Media – American Foundation for Suicide Prevention
- Suicide and the media Links, resources and articles from The MediaWise Trust
- Herman J, Reporting on suicide Australian Press Council news, February 1998
- Suicide and the media New Zealand youth suicide prevention strategy
- "Suicide and the Media: Recommendations on Suicide Reporting for Media Professionals (in Chinese)", The Hong Kong Jockey Club Centre for Suicide Research and Prevention, The University of Hong Kong